# Horst Rippert
Horst Rippert (* 24. Mai 1922; † 19. April 2013 in Wiesbaden) war ein deutscher Journalist und Sportreporter beim ZDF. 2008 kam er in die Schlagzeilen, als bekannt wurde, dass er als Jagdflieger im Zweiten Weltkrieg für das bisher mysteriöse Verschwinden des Schriftstellers Antoine de Saint-Exupéry verantwortlich gewesen sein soll.

## Leben
Horst Rippert war der ältere Bruder des Sängers Ivan Rebroff (bürgerlich: Hans Rolf Rippert).
Rippert wurde ab 1941 in Deutschland zum Jagdflieger ausgebildet. In Frankreich (Avignon, Orange und Marseille) flog er anschließend anderthalb Jahre lang eine Messerschmitt Bf 109.
In einem Interview mit der FAZ gab Rippert 2008 an, seine Großmutter sei Jüdin gewesen, diese Tatsache sei jedoch im Militär nie ein Problem gewesen. Er habe insgesamt 28 Abschüsse verzeichnet, das Ritterkreuz und das Deutsche Kreuz erhalten. Er sei zweimal selbst abgeschossen worden, habe sich aber beide Male retten können. Er habe den Krieg als Leutnant beendet. Die Verleihung des Deutschen Kreuzes sowie des Ritterkreuzes ist in der Fachliteratur ebenso wenig nachweisbar wie die Beförderung zum Leutnant.
Eigenen Angaben zufolge schoss Rippert am 31. Juli 1944 mit der von ihm geflogenen Messerschmitt Bf 109 über dem Mittelmeer – südöstlich von Marseille – die Lockheed P-38 ab, die vom Schriftsteller Antoine de Saint-Exupéry geflogen wurde, dessen bekanntestes Werk Der kleine Prinz ist. Als Mitglied der Jagdgruppe 200 sei er zu dem Flug vom Flugplatz Marseille-Marignane gestartet. Dies wurde im Jahr 2008 bekannt, nachdem der Taucher und Forscher Lino von Gartzen bei seinen Recherchen zu einem im Mittelmeer gefundenen Flugzeugwrack auf Rippert gestoßen war. Rippert bedauerte den Abschuss zutiefst, wie er bei einer Reportage über den Tod Saint-Exupérys betonte: „Hätte ich gewusst, wer im Flugzeug saß, hätte ich nicht geschossen. Nicht auf diesen Mann.“
Nach dem Krieg studierte Horst Rippert und wurde Journalist beim NDR. 1962 ging er zum ZDF, wo er nach eigenen Angaben der erste Angestellte war. Dort wirkte er lange als Sportreporter und war bei acht Olympischen Spielen und drei Fußball-Weltmeisterschaften tätig.
Im Jahr 1998 verfasste Horst Rippert seine Memoiren, gedacht für seine Verwandten und einen ausgewählten Kreis von Freunden und nicht im Buchhandel erhältlich.
Im April 2013 verstarb Rippert in Wiesbaden.

## Filmdokumentation
- Florian Huber: Duell in den Wolken: Der letzte Flug des kleinen Prinzen. 42 Minuten, ZDF 2008.